# Placówka Straży Granicznej II linii „Rakowiec”
Placówka Straży Granicznej II linii „Rakowiec” – jednostka organizacyjna Straży Granicznej pełniąca służbę wywiadowczą na granicy państwowej w okresie międzywojennym.

## Formowanie i zmiany organizacyjne
Rozporządzeniem Prezydenta Rzeczypospolitej Polskiej Ignacego Mościckiego z 22 marca 1928 roku, do ochrony północnej, zachodniej i południowej granicy państwa, a w szczególności do ich ochrony celnej, powoływano z dniem 2 kwietnia 1928 roku Straż Graniczną.
Rozkazem nr 2 z 19 kwietnia 1928 roku w sprawie organizacji Pomorskiego Inspektoratu Okręgowego dowódca Straży Granicznej gen. bryg. Stefan Pasławski określił strukturę organizacyjną komisariatu SG „Rakowiec”. Placówka Straży Granicznej II linii „Rakowiec” znalazła się w jego strukturze.